# Geografía de Taiwán

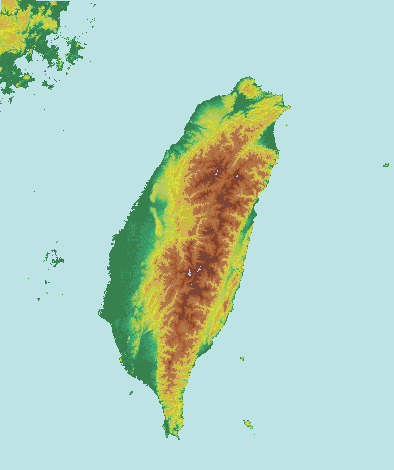

Taiwán es un archipiélago mediano en Asia Oriental, ubicado en las coordenadas 23°30" N, 121°00" E y que es atravesado por el trópico de Cáncer. El archipiélago constituye la mayoría de los territorios que se encuentra bajo la administración de la República de China (comúnmente conocida como "Taiwán" por el nombre de la isla principal).

## Delimitación física
La isla principal que conforma el archipiélago es la isla de Taiwán, la cual comprende aproximadamente el 99 % de la actual jurisdicción de la República de China; el otro 1 % consiste de otras islas más pequeñas del archipiélago como s la Isla Orquídea y las islas Penghu, junto con otros islotes pequeños - Isla Verde y Hsiao Liuchiu. El archipiélago está separado de la República Popular de China por el estrecho de Taiwán cuya anchura máxima es de 220 km, mientras que la mínima es de 130 km. Taiwán limita con el canal Bashi en el sur, el mar de China Oriental en el norte, el estrecho de Taiwán en el oeste y el océano Pacífico en el este.
Las islas de Quemoy, Matsu, Wuchiu, etc. ubicadas a lo largo del estrecho de Taiwán, al igual que las islas Pratas y Taiping en el mar de la China Meridional, también son administradas por la República de China, pero no forman parte del archipiélago de Taiwán.
El área de Taiwán es de 35 980 km² de los cuales 32 260 km² son tierra y 3720 km² son aguas territoriales (reclamadas por la República de China), haciéndolo un poco más pequeño que el área combinada de los estados de Estados Unidos de Maryland y Delaware, o un poco más grande que el territorio de Bélgica. Tiene una longitud de 394 km y 144 km de ancho. Las costas tienen una extensión de 1566,3 km.

## Geología

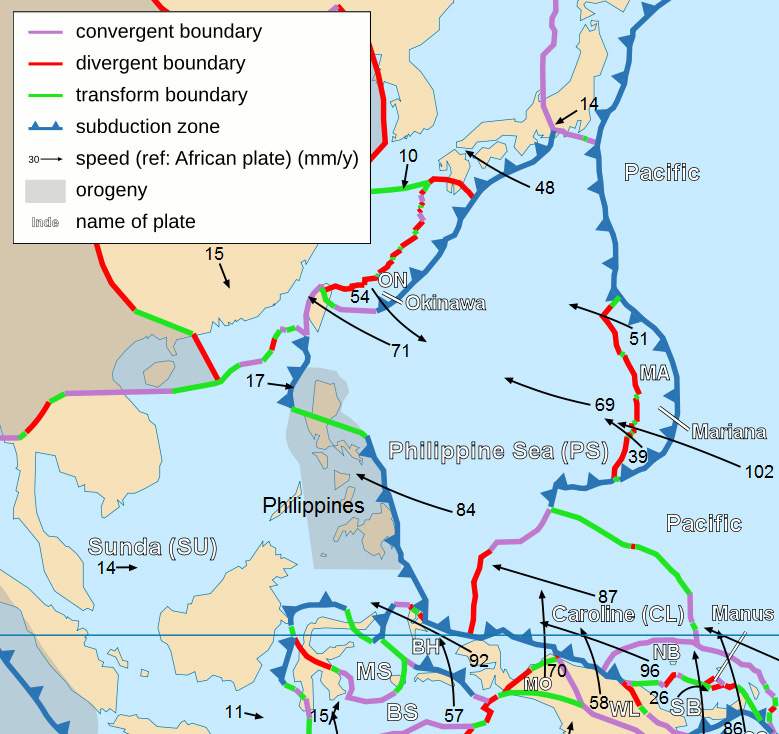
Taiwán se encuentra en el borde occidental de la placa de las Filipinas.

La isla de Taiwán se formó hace aproximadamente 4 a 5 millones de años sobre un complejo borde convergente entre las placas del Mar de Filipinas y la placa Euroasiática. En uno de los bordes que atraviesan la isla y continuando hacia el sur hasta el Arco Volcánico de Luzón (que incluye la Isla Verde y la Isla Orquídea), la placa euroasiática se está deslizando por debajo de la placa del Mar de Filipinas. La parte occidental de la isla, y gran parte de la cordillera central, consiste en depósitos de sedimentos que provienen del borde descendiente de la placa Euroasiática.
En la parte noreste de la isla, y continuando hacia el este en el Arco Volcánico de Ryukyu, la placa del Mar de Filipinas se desliza por debajo de la placa Euroasiática.
El borde tectónico continúa activo, y en Taiwán se registran entre 15 000 a 18 000 terremotos cada año, de los cuales entre 8000 y 1000 son percibidos por las personas. El terremoto más catastrófico más reciente fue el terremoto de Chichi de 1999, con una magnitud de 7.3, el cual tuvo lugar en el centro de Taiwán el 21 de septiembre de 1999 y mató a más de 2400 personas. El 4 de marzo de 2010, a aproximadamente la 01:20 UTC, un terremoto de 6.4 de magnitud azotó el sur de Taiwán.

## Relieve

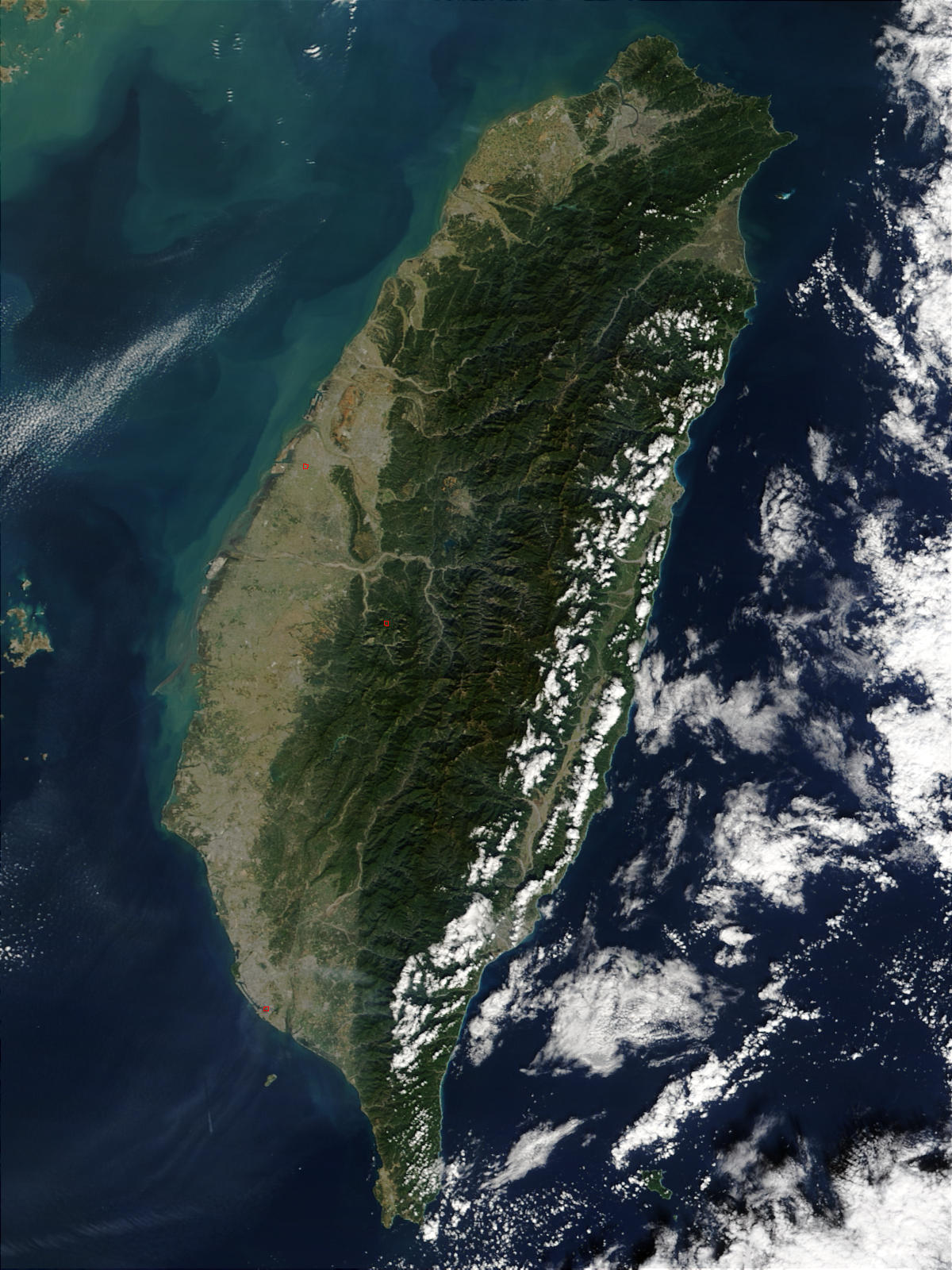
Taiwán es predominantemente montañoso en el este, pero existe una transición gradual a planicies hacia el oeste. (Foto tomada con el MODIS a bordo del satélite Terra) de la NASA.

El terreno de la isla de Taiwán está dividido en dos partes: las planicies en el oeste, donde vive el 90 % de la población, y la región montañosa y boscosa en las otras dos terceras partes de la isla.
La parte oriental de la isla está dominada por cuadro cadenas montañosas, cada una va desde el norte-noroeste hacia el sursudoeste, más o menos en forma paralela a la costa oriental de la isla. Como un grupo, se extienden por 330 km desde el norte hasta el sur y cubren aproximadamente 80 km de este a oeste. Estas incluyen doscientos picos con elevaciones de más de 3000 metros.
- La Cordillera Central (中央山脈) se extiende desde Su-ao en el noreste hasta Eluanbi en la punta sur de la isla, formando una serranía de altas montañas y siendo la principal fuente de agua para los ríos y arroyos de la isla. Las montañas están formadas por formaciones de roca dura resistentes a la erosión. No obstante fuertes lluvias han marcado los costados con desfiladeros y valles profundos. El relieve del terreno y las montañas cubiertas de bosques son casi impenetrables. El lado este de la Cordillera Central es la pendiente de montaña más pronunciada de Taiwán, con fallas que van desde 120 hasta 1200 metros.

- La Cordillera Hsuehshan (雪山山脈) se encuentra al noroeste de la Cordillera Central, comenzando en Sandiaojiao en el noreste y ganando elevación a medida que se extiende hacia el suroeste. Syue, la montaña principal, tiene 3 886 metros de altura.

- La Cordillera Yushan (玉山山脈) está ubicada en el costado suroeste de la Cordillera Central. Incluye a la montaña más alta de la isla, la montaña Yu Shan de 3952 metros de altura.[9]

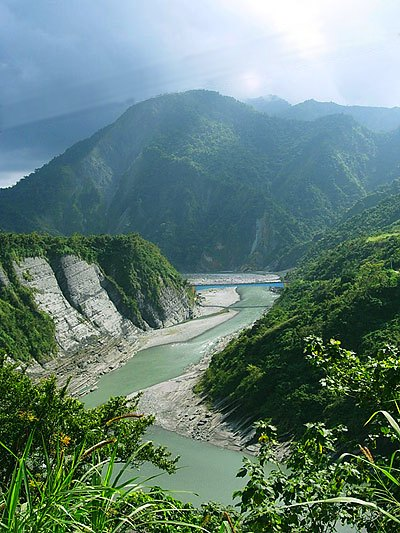
Río Shiukuluan en el Condado de Hualien

- La cordillera Alishan (阿里山山脈) se encuentra al oeste de la Cordillera Yushan, con elevaciones entre 1000 y 2000 metros. El pico principal, la montaña Data (大塔山), alcanza los 2663 metros.

- La Cordillera de la Costa Oriental (海岸山脈) se extiende desde la desembocadura del río Hualien en el norte hasta el Condado de Taitung en el sur, y consiste principalmente de arenisca y pizarra. Aunque Hsinkangshan (新港山), el pico más alto, alcanza una elevación de 1682 metros, la mayor parte de la cordillera está conformada por grandes colinas. Pequeños arroyos se han formado en sus costados, pero solo un río grande atraviesa la cordillera. En el pie occidental de la cordillera se pueden encontrar tierras baldías, donde las formaciones de roca son menos resistentes a la erosión. Barreras de coral que aparecen en la superficie a lo largo de la costa oeste y los frecuentes terremotos en el valle indican que el bloque de la falla aún se encuentra en ascenso.

El parque nacional Taroko, ubicado en la parte montañosa de la isla, tiene buenos ejemplos de terrenos montañosos, quebradas y erosión causada por un rápido.

## Clima
El clima en la isla principal es generalmente subtropical húmedo, y varía en forma considerable en la parte norte y las regiones montañosas. El sur de la isla, sin embargo, pertenece al cinturón tropical y es cálido y húmedo todo el año; siendo un clima tropical de sabana. La temporada de lluvias dura desde mayo hasta junio, con chubascos casi diarios. Entre los meses de julio y octubre es que es más probable que llegue un tifón, con un promedio de cuatro por año. En la parte norte de Taiwán, la precipitación cae durante este periodo. La precipitación anual usualmente es de más de 2500 mm anuales, y cerca de 5000 mm anuales en algunas regiones del este. Las intensas lluvias traídas por los tifones traen consigo desastrosos derrumbes de barro y piedras.

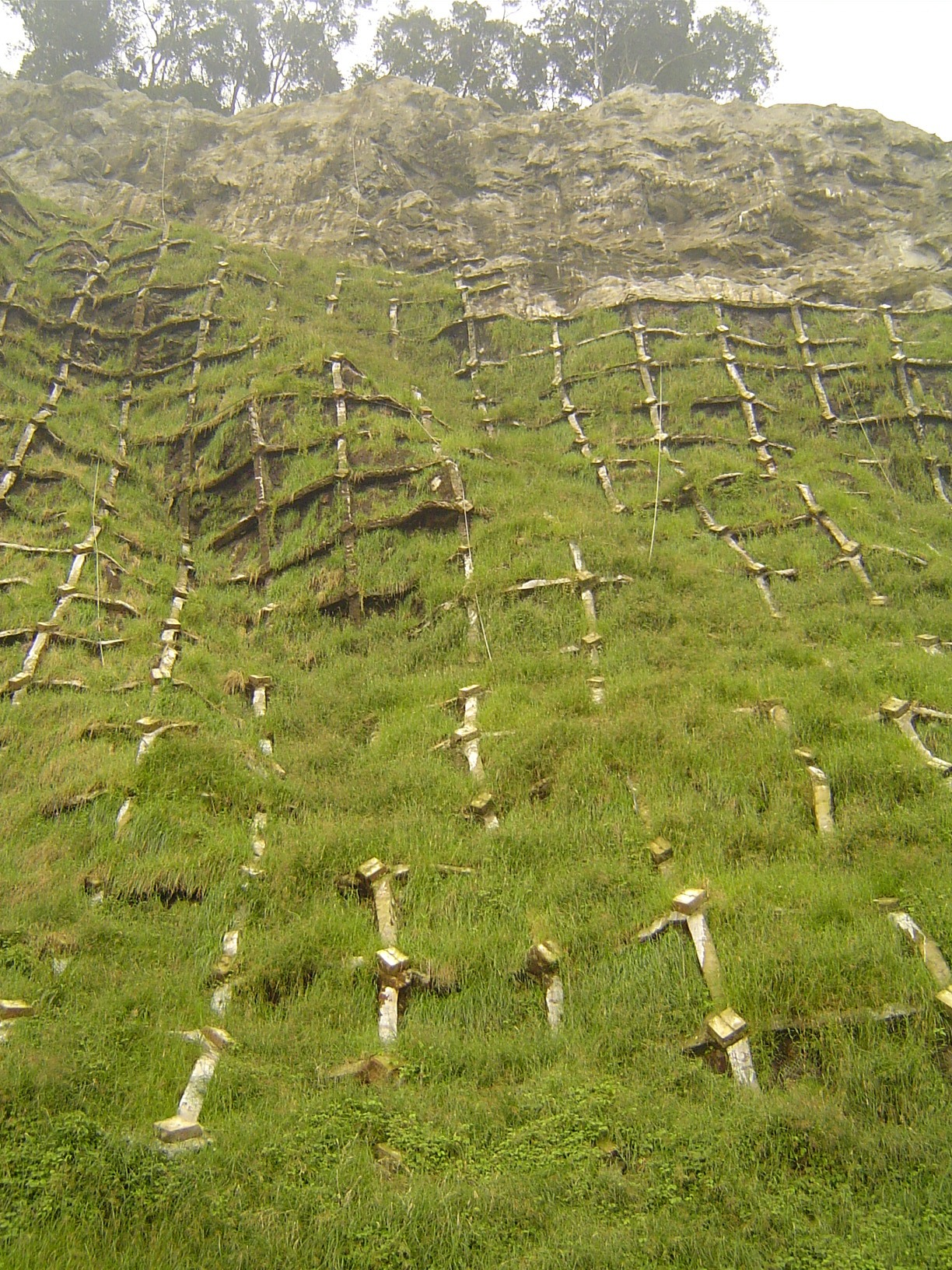
Apuntalamientos en un costado de una montaña en el Condado de Chiayi impiden derrumbes causados por tifones.
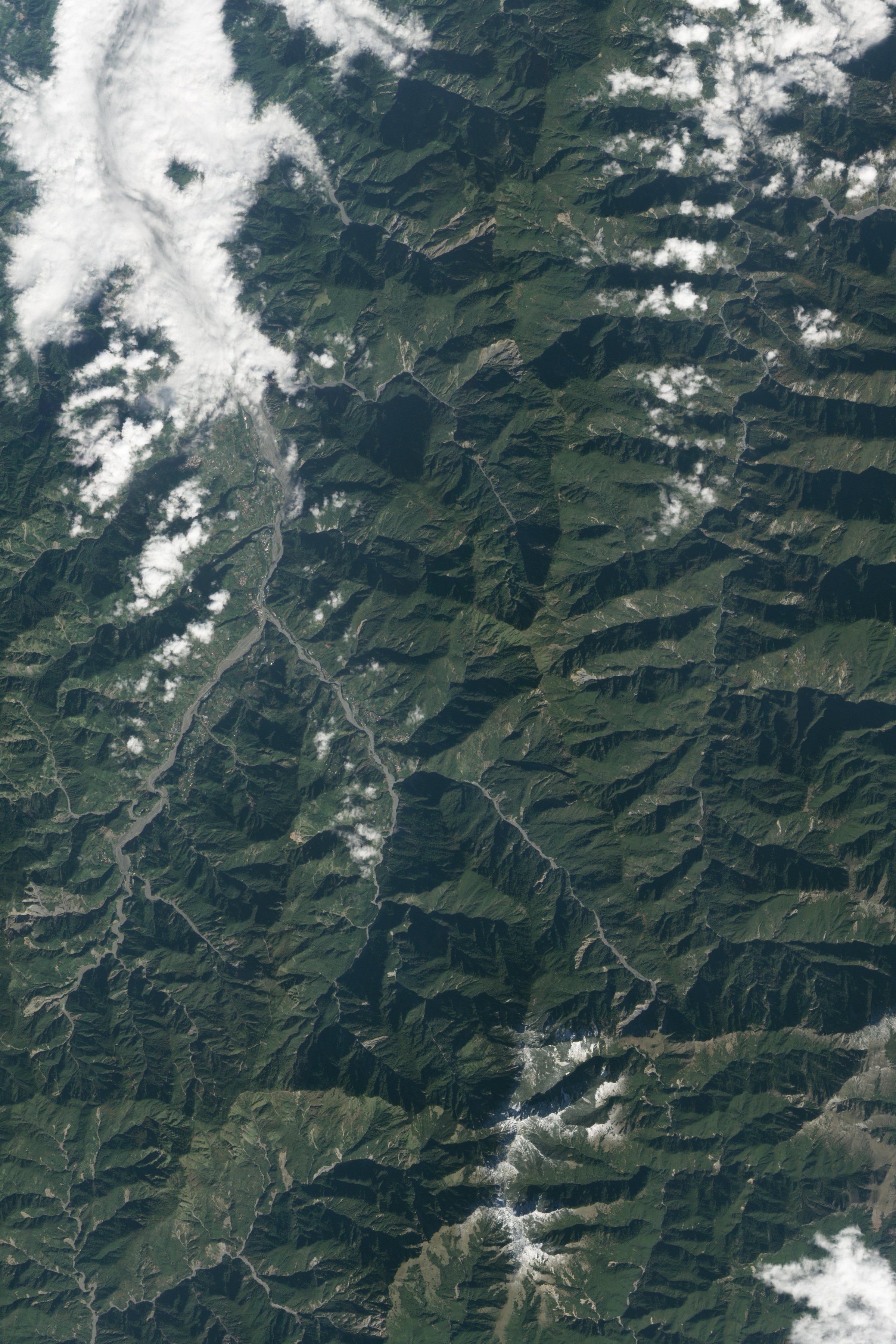
Imagen satelital de las montañas marcadas por los derrumbes en el centro de Taiwán.

## Flora y fauna

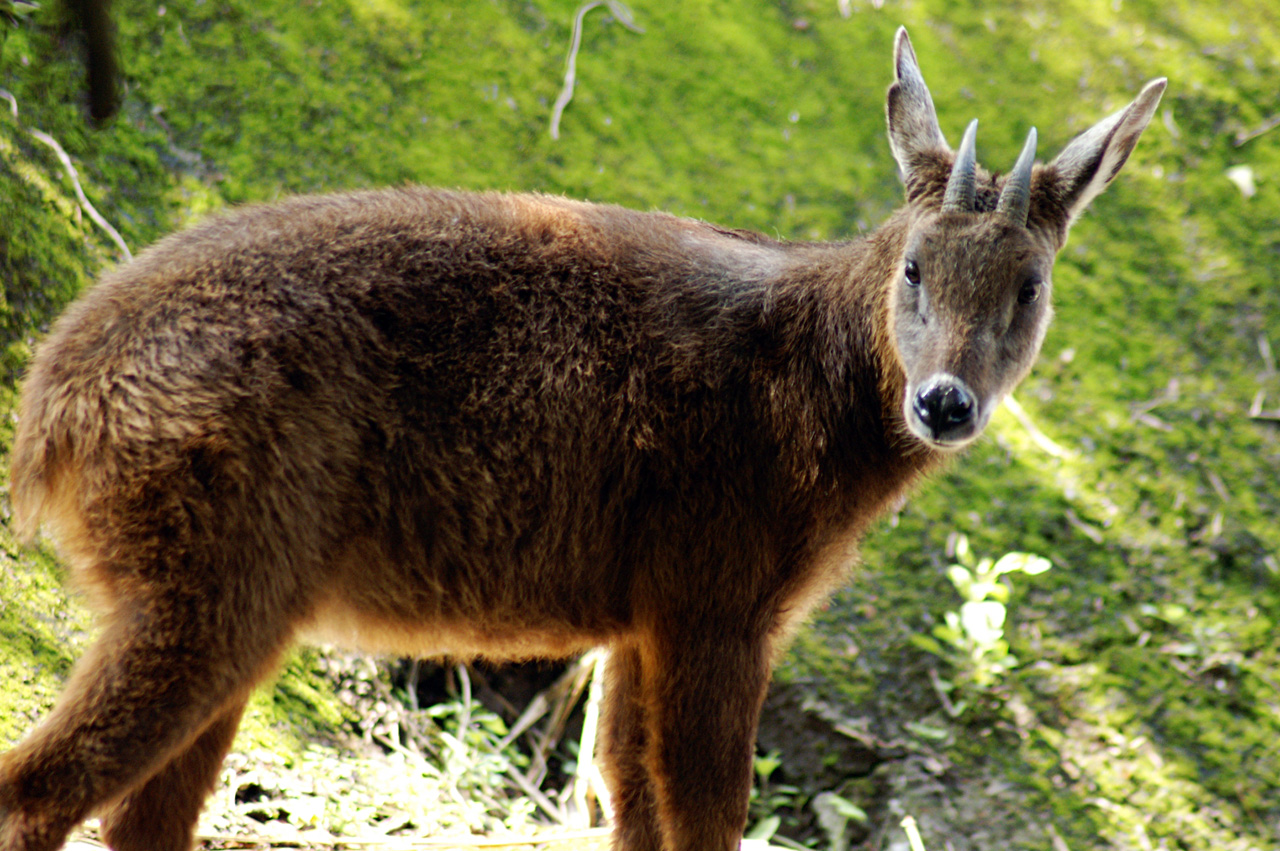
Serau de Formosa

Los bosques en las montañas occidentales son muy diversos, con varias especies endémicas como el falso ciprés de Formosa y el Abeto de Taiwán, mientras que el alcanforero fue una vez muy común en niveles más bajos (ahora gran parte de estas zonas han sido limpiadas para hacer paso a tierras agrícolas). Antes del gran éxito económico taiwanés, las regiones montañosas eran hogar de varias especies y subespecies endémicas, tales como el oso negro de Formosa, el faisán de Swinhoe, el pica pica Azul de Taiwán, el ciervo sica y el salmón de agua dulce de formosa. Algunos de estos están extintos, y muchos otros han sido designados como especies en peligro de extinción.
Existen siete parques nacionales en Taiwán que muestra el diverso terreno, flora y fauna del archipiélago. El parque nacional Kenting en el extremo sur de Taiwán contiene corales en levantamientos tectónicos, bosques tropicales húmedos y ecosistemas marinos. El parque nacional Yangmingshan contiene geología volcánica, aguas termales, cataratas, y bosques. El parque nacional Taroko tiene cañones y acantilados. El parque nacional Shei-Pa cuenta con ecosistemas alpinos, terreno geológico, arroyos y valles. El parque nacional Kinmen tiene lagos, pantanos, topografía costera, flora y fauna isleña. El parque nacional marino Dongsha está ubicado en los atolones de las islas Pratas y cuenta con una ecología marina única y es un hábitat importante para los recursos marítimos del Mar de China Meridional y el Estrecho de Taiwán.

## Recursos naturales
Entre los recursos naturales presentes en la isla, se pueden encontrar pequeños depósitos de oro, cobre, carbón, gas natural, caliza, mármol y asbesto. La isla está cubierta por un 55 % bosques (más que todo en las montañas), mientras que el 24 % es tierra arable (mayormente en las planicies), con un 15 % siendo para otros propósitos. Un 5 % de la tierra es utilizada para la ganadería (pastos) y un 1 % son cultivos permanentes.
Debido a la explotación intensiva realizada durante el periodo pre-moderno y moderno de Taiwán, los recursos minerales de la isla (carbón, oro, mármol etc.), al igual que las reservas naturales de animales (ciervos), se encuentran prácticamente agotados. Además, muchos de sus recursos madereros, en especial los abetos, fueron utilizados durante la ocupación japonesa para la construcción de santuarios y apenas se han recuperado desde entonces. Hasta el día de hoy, los bosques no contribuyen significativamente a la producción maderera debido a los altos costos y regulaciones medioambientales.
La extracción de alcanfor y el refinamiento de caña de azúcar jugaron un rol importante en las exportaciones de Taiwán a partir de finales del siglo XIX hasta la primera mitad del siglo XX. La importancia de estas industrias declinó, no debido al agotamiento de los recursos naturales relacionados con ellos, sino debido a una caída en la demanda internacional.
Hoy en día existen pocos recursos naturales con valor económico significativo en Taiwán, de los cuales su mayoría son asociados a la agricultura. La agricultura doméstica (con el arroz como cultivo principal) y los caladeros mantienen cierta importancia, pero se han visto significativamente afectados por importaciones del extranjero desde la entrada de Taiwán en la Organización Mundial del Comercio en 2001. A consecuencia de esto, luego de la caída en importancia de la economía de subsistencia, la agricultura de Taiwán ahora depende mucho de la comercialización y exportación de ciertas frutas, como ser banana, guayaba, lichi, manzana de java y té de alta montaña.

## Recursos energéticos

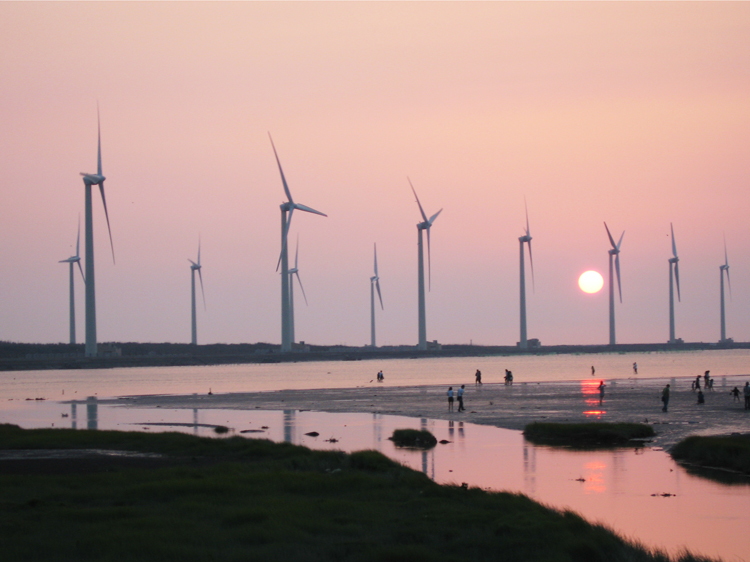
Energía eólica en Taichung

Taiwán tiene reservas insignificantes de petróleo y gas natural. Para el año 2010, el petróleo representaba el 49 % del consumo total de energía. El carbón le sigue con un 32.1 %, seguido por la energía nuclear con 8.3 %, gas natural con 10.2 %, y energía de fuentes renovables con un 0.5 %. Taiwán cuenta con seis reactores nucleares y tiene dos en construcción. Casi todo el petróleo y el gas para las necesidades de transporte y energía deben ser importados, haciendo a Taiwán particularmente sensible a las fluctuaciones en los precios de la energía. Taiwán es rico en recursos eólicos, y cuenta con granjas de viento tanto en tierra como en el mar, aunque el limitado espacio en tierra hace más favorable su construcción en el mar.

## Problemas medioambientales

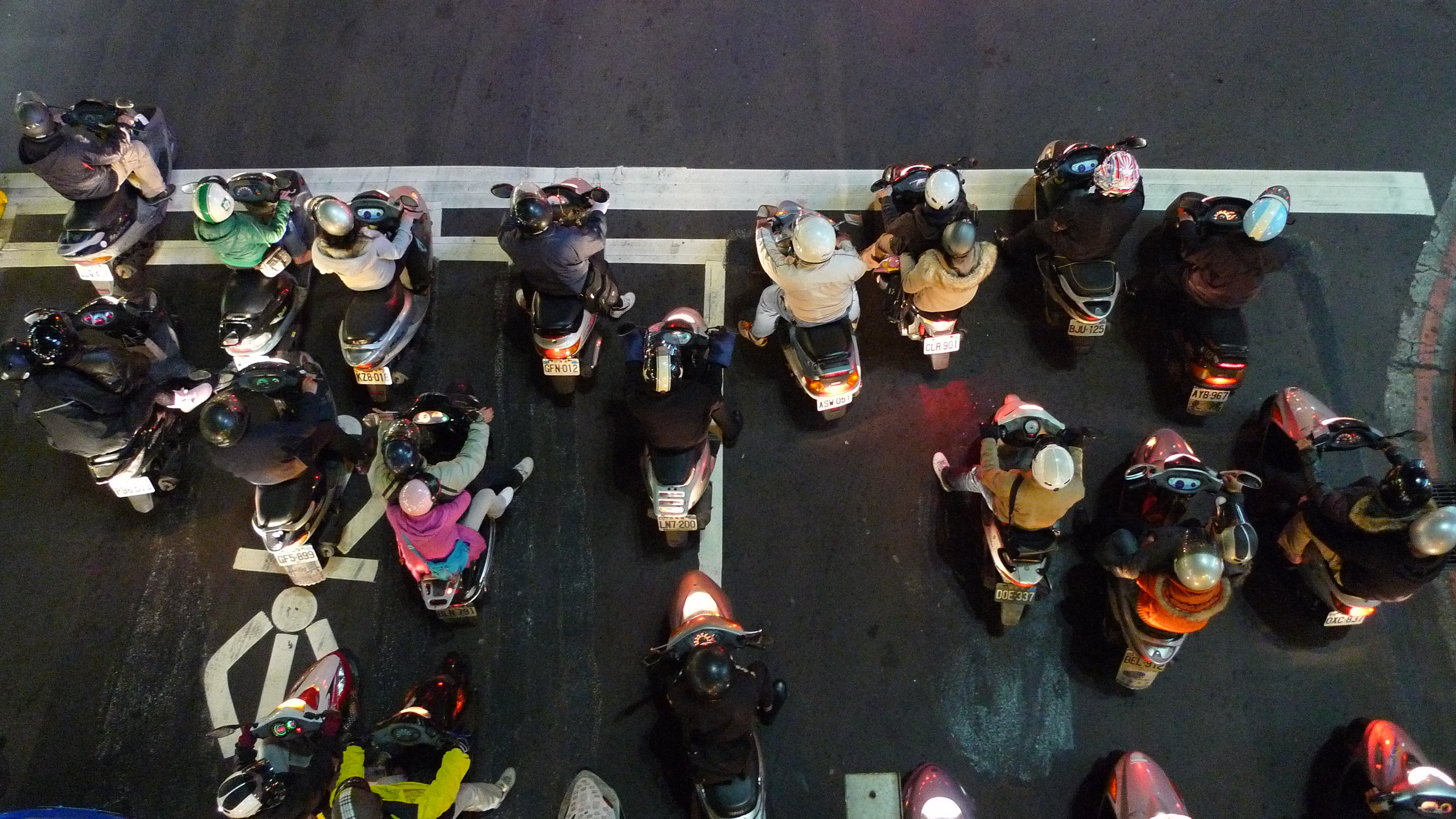
Los scooters son un medio de transporte muy común en Taiwán y contribuyen a la polución del aire.

Debido a su alta densidad poblacional y sus muchas fábricas, algunas regiones de Taiwán sufren de polución excesiva. Las regiones más afectadas son los suburbios del sur de Taipéi y la franja occidental que va desde Tainan a Lin Yuan, al sur de Kaohsiung. En el pasado, Taipéi sufría de excesiva polución del aire, pero con el uso obligatorio de gasolina sin plomo y la creación de la Agencia de Protección Ambiental, la calidad del aire de Taiwán ha mejorado en forma dramática. Las scooters, especialmente modelos antiguos o más baratos con motores de dos tiempos, son muy comunes en Taiwán y contribuyen en forma desproporcionada a la polución del aire en zonas urbanas.
Otros problemas medioambientales actuales incluyen la polución del agua debido a emisiones industriales y desagües, la contaminación del agua potable y el tráfico de especies en peligro de extinción.

## Áreas protegidas de Taiwán

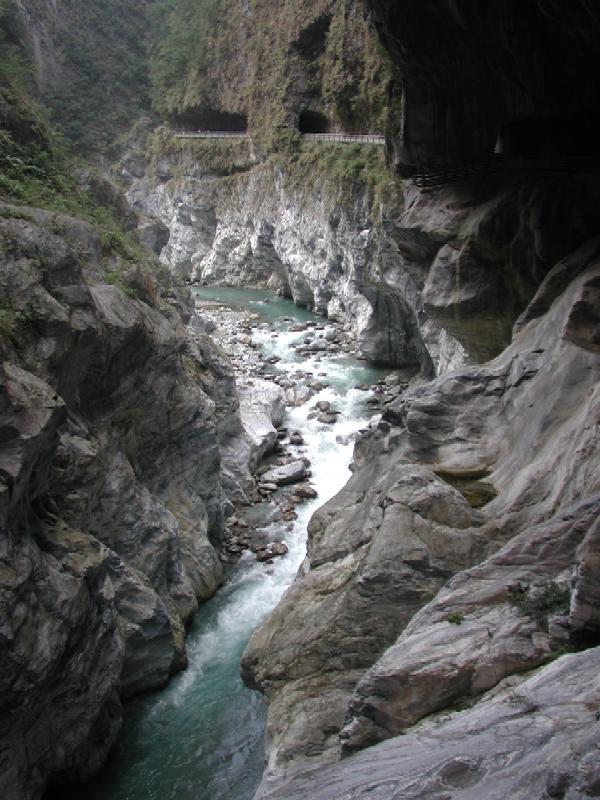
Parque nacional Taroko

En Taiwán hay 92 zonas protegidas, que cubren 7146 km², el 19,72 % del total de 36 245 km², y 3846 km² de áreas marinas, el 1,12 % de los 342 997 km² que pertenecen al país. De estas, 21 son reservas naturales, 8 son parques nacionales, 6 son reservas forestales, 20 son refugios de la naturaleza y 37 son hábitats naturales principales.

#### Parques nacionales
- Parque nacional Yushan
- Parque nacional Kenting
- Parque nacional Yangmingshan
- Parque nacional Taroko
- Parque nacional de Kinmen
- Parque nacional Shei-Pa
- Parque nacional Atolón de Dongsha
- Parque nacional Taijiang

- Parque nacional marino de Penghu del Sur